# Singapores Grand Prix 2011
Singapores Grand Prix 2011, officiellt 2011 Formula 1 SingTel Singapore Grand Prix, var en Formel 1-tävling som hölls den 25 september 2011 på Marina Bay Street Circuit i Singapore. Det var den fjortonde tävlingen av Formel 1-säsongen 2011 och kördes över 61 varv. Vinnare av loppet blev Sebastian Vettel för Red Bull, tvåa blev Jenson Button för McLaren och trea blev Mark Webber för Red Bull.

## Kvalet
| KR. | Nr | Förare             | Konstruktör          | Q1       | Q2         | Q3         | Grid |
| --- | -- | ------------------ | -------------------- | -------- | ---------- | ---------- | ---- |
| 1   | 1  | Sebastian Vettel   | Red Bull-Renault     | 1.46,397 | 1.44,931   | 1.44,381   | 1    |
| 2   | 2  | Mark Webber        | Red Bull-Renault     | 1.47,332 | 1.45,651   | 1.44,732   | 2    |
| 3   | 4  | Jenson Button      | McLaren-Mercedes     | 1.46,956 | 1.45,472   | 1.44,804   | 3    |
| 4   | 3  | Lewis Hamilton     | McLaren-Mercedes     | 1.47,014 | 1.46,829   | 1.44,809   | 4    |
| 5   | 5  | Fernando Alonso    | Ferrari              | 1.47,054 | 1.45,779   | 1.44,874   | 5    |
| 6   | 6  | Felipe Massa       | Ferrari              | 1.47,945 | 1.45,955   | 1.45,800   | 6    |
| 7   | 8  | Nico Rosberg       | Mercedes             | 1.47,688 | 1.46,405   | 1.46,013   | 7    |
| 8   | 7  | Michael Schumacher | Mercedes             | 1.48,819 | 1.46,043   | Ingen tid1 | 8    |
| 9   | 14 | Adrian Sutil       | Force India-Mercedes | 1.47,952 | 1.47,093   | Ingen tid1 | 9    |
| 10  | 15 | Paul di Resta      | Force India-Mercedes | 1.48,022 | 1.47,486   | Ingen tid1 | 10   |
| 11  | 17 | Sergio Pérez       | Sauber-Ferrari       | 1.47,717 | 1.47,616   |            | 11   |
| 12  | 11 | Rubens Barrichello | Williams-Cosworth    | 1.48,061 | 1.48,082   |            | 12   |
| 13  | 12 | Pastor Maldonado   | Williams-Cosworth    | 1.49,710 | 1.48,270   |            | 13   |
| 14  | 18 | Sébastien Buemi    | Toro Rosso-Ferrari   | 1.48,753 | 1.48,634   |            | 14   |
| 15  | 9  | Bruno Senna        | Renault              | 1.48,861 | 1.48,662   |            | 15   |
| 16  | 19 | Jaime Alguersuari  | Toro Rosso-Ferrari   | 1.49,588 | 1.49,862   |            | 16   |
| 17  | 16 | Kamui Kobayashi    | Sauber-Ferrari       | 1.48,054 | Ingen tid2 |            | 17   |
| 18  | 10 | Vitalij Petrov     | Renault              | 1.49,835 |            |            | 18   |
| 19  | 20 | Heikki Kovalainen  | Lotus-Renault        | 1.50,948 |            |            | 19   |
| 20  | 21 | Jarno Trulli       | Lotus-Renault        | 1.51,012 |            |            | 20   |
| 21  | 24 | Timo Glock         | Virgin-Cosworth      | 1.52,154 |            |            | 21   |
| 22  | 25 | Jérôme d'Ambrosio  | Virgin-Cosworth      | 1.52,363 |            |            | 22   |
| 23  | 22 | Daniel Ricciardo   | HRT-Cosworth         | 1.52,404 |            |            | 23   |
| 24  | 23 | Vitantonio Liuzzi  | HRT-Cosworth         | 1.52,810 |            |            | 243  |

| Vidare från första kvalrundan ▬▬ Vidare från andra kvalrundan ▬▬ |

Noteringar:

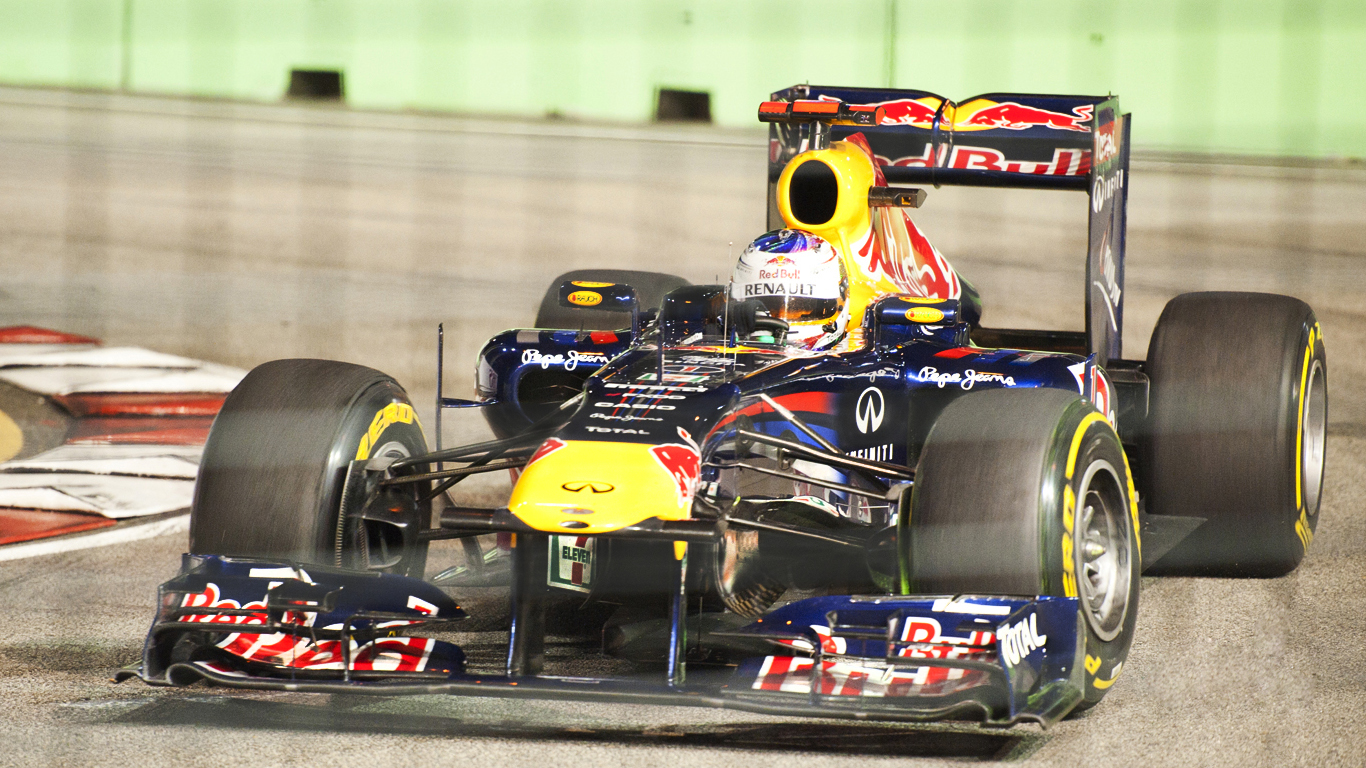
Sebastian Vettel tog pole position.

^1  – Adrian Sutil, Paul di Resta och Michael Schumacher satte inga tider i den tredje kvalomgången.
^2  – Kamui Kobayashi misslyckades att sätta en tid i den andra kvalomgången.
^3  – Vitantonio Liuzzi fick fem platsers nedflyttning för att ha orsakat en krasch under den föregående tävlingen.

## Loppet

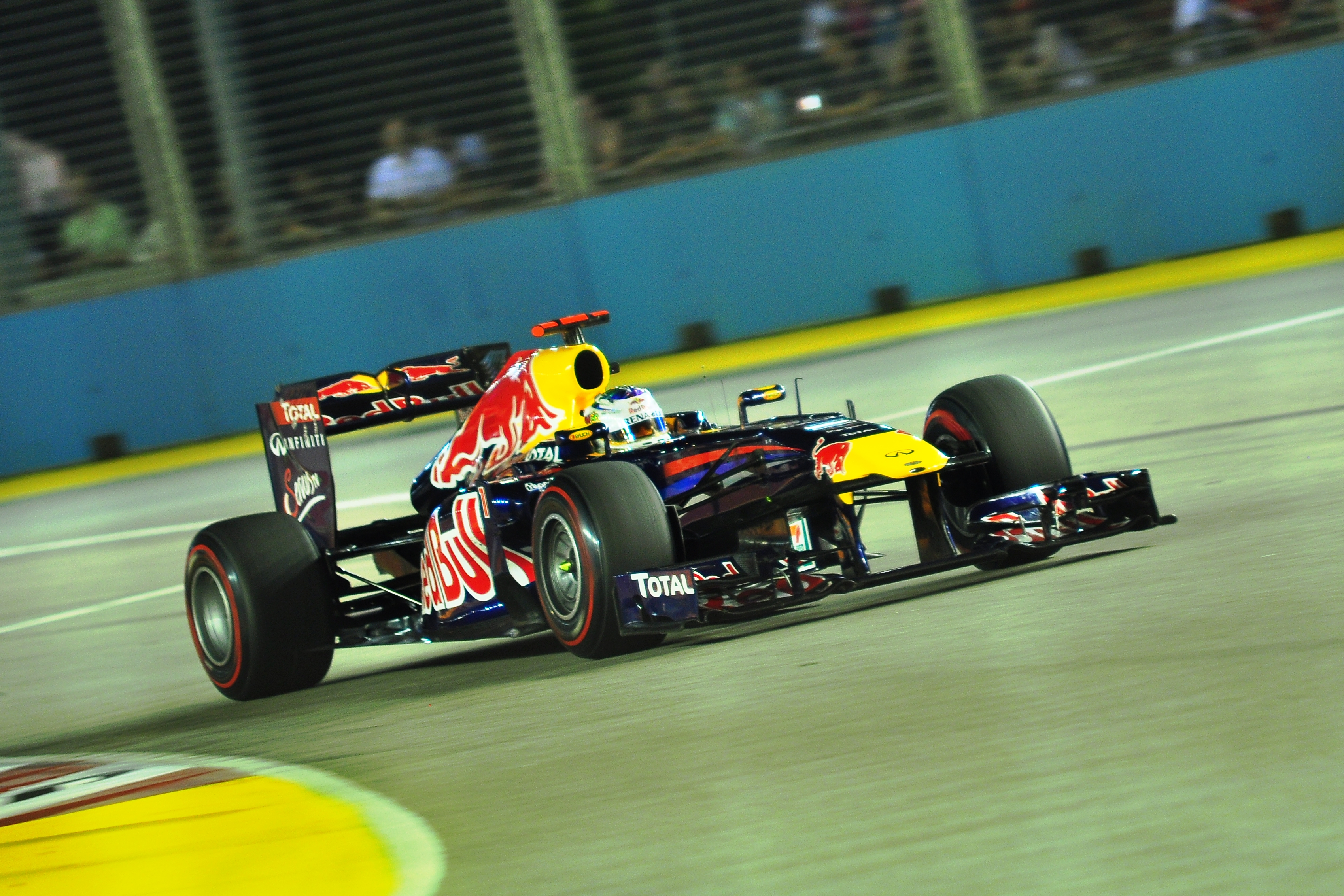
Sebastian Vettel vann loppet.

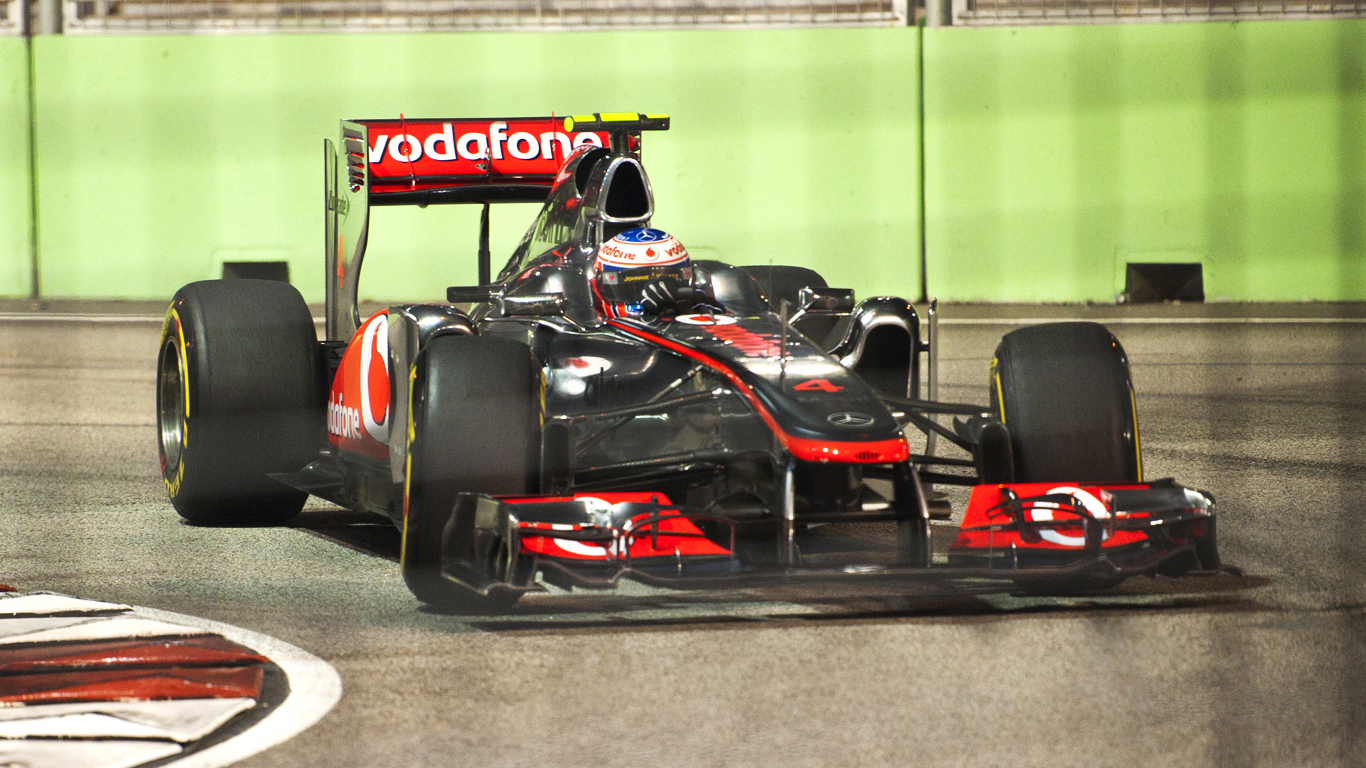
Jenson Button blev tvåa.

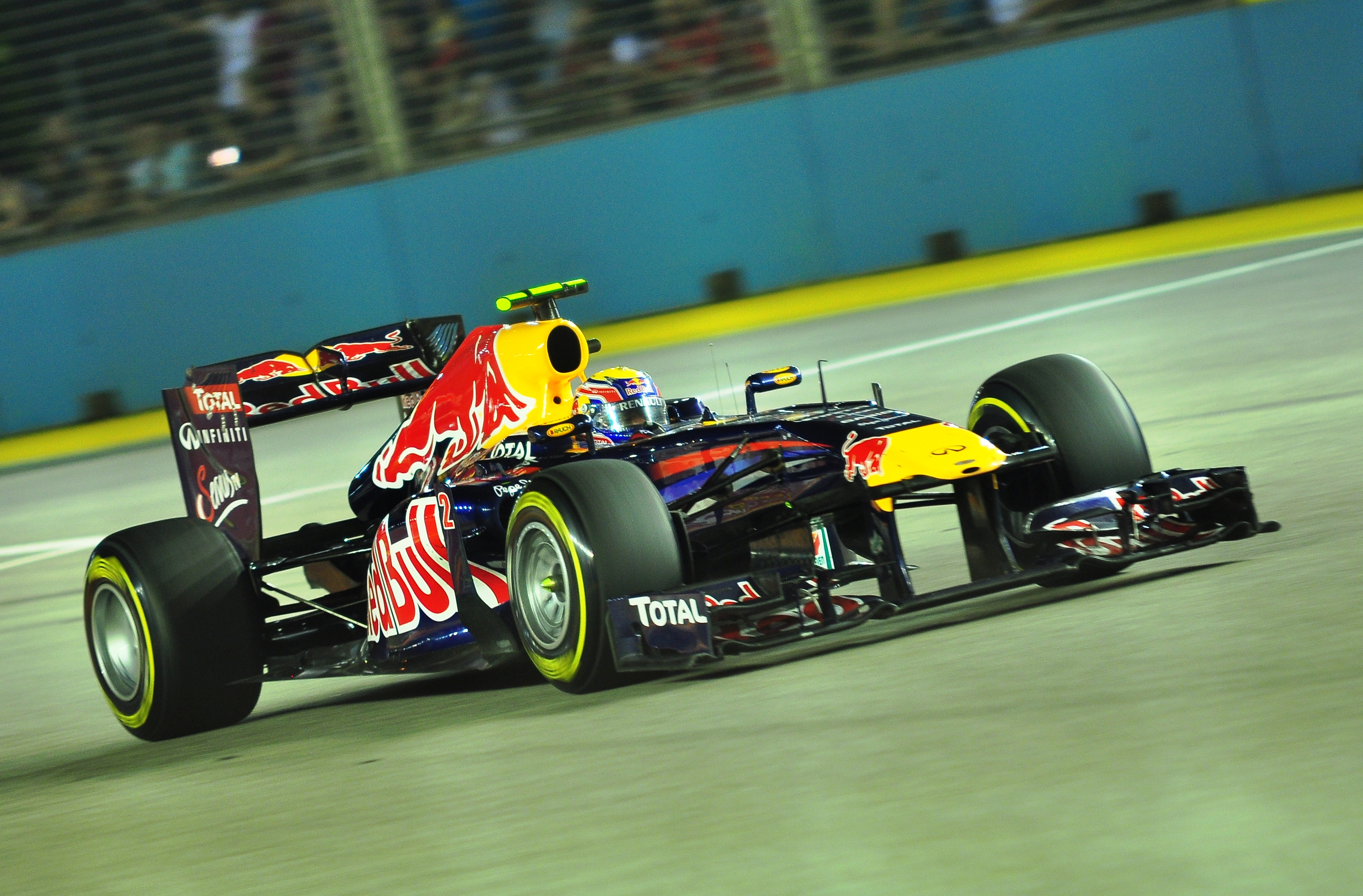
Mark Webber gick i mål på tredje plats.

| Pos. | Nr | Förare             | Konstruktör          | Varv | Tid         | Grid | P  |
| ---- | -- | ------------------ | -------------------- | ---- | ----------- | ---- | -- |
| 1    | 1  | Sebastian Vettel   | Red Bull-Renault     | 61   | 1:59.04,757 | 1    | 25 |
| 2    | 4  | Jenson Button      | McLaren-Mercedes     | 61   | +1,737      | 3    | 18 |
| 3    | 2  | Mark Webber        | Red Bull-Renault     | 61   | +29,279     | 2    | 15 |
| 4    | 5  | Fernando Alonso    | Ferrari              | 61   | +55,449     | 5    | 12 |
| 5    | 3  | Lewis Hamilton     | McLaren-Mercedes     | 61   | +1.07,766   | 4    | 10 |
| 6    | 15 | Paul di Resta      | Force India-Mercedes | 61   | +1.51,067   | 10   | 8  |
| 7    | 8  | Nico Rosberg       | Mercedes             | 60   | +1 varv     | 7    | 6  |
| 8    | 14 | Adrian Sutil       | Force India-Mercedes | 60   | +1 varv     | 9    | 4  |
| 9    | 6  | Felipe Massa       | Ferrari              | 60   | +1 varv     | 6    | 2  |
| 10   | 17 | Sergio Pérez       | Sauber-Ferrari       | 60   | +1 varv     | 11   | 1  |
| 11   | 12 | Pastor Maldonado   | Williams-Cosworth    | 60   | +1 varv     | 13   |    |
| 12   | 18 | Sébastien Buemi    | Toro Rosso-Ferrari   | 60   | +1 varv     | 14   |    |
| 13   | 11 | Rubens Barrichello | Williams-Cosworth    | 60   | +1 varv     | 12   |    |
| 14   | 16 | Kamui Kobayashi    | Sauber-Ferrari       | 59   | +2 varv     | 17   |    |
| 15   | 9  | Bruno Senna        | Renault              | 59   | +2 varv     | 15   |    |
| 16   | 20 | Heikki Kovalainen  | Lotus-Renault        | 59   | +2 varv     | 19   |    |
| 17   | 10 | Vitalij Petrov     | Renault              | 59   | +2 varv     | 18   |    |
| 18   | 25 | Jérôme d'Ambrosio  | Virgin-Cosworth      | 59   | +2 varv     | 22   |    |
| 19   | 22 | Daniel Ricciardo   | HRT-Cosworth         | 57   | +4 varv     | 23   |    |
| 20   | 23 | Vitantonio Liuzzi  | HRT-Cosworth         | 57   | +4 varv     | 24   |    |
| 21   | 19 | Jaime Alguersuari  | Toro Rosso-Ferrari   | 56   | Krasch      | 16   |    |
| Ret  | 21 | Jarno Trulli       | Lotus-Renault        | 47   | Växellåda   | 20   |    |
| Ret  | 7  | Michael Schumacher | Mercedes             | 28   | Kollision   | 8    |    |
| Ret  | 24 | Timo Glock         | Virgin-Cosworth      | 9    | Kollision   | 21   |    |

| Förare och stall som tog poäng ▬▬ |

## Ställning efter loppet
|     | Pos. | Förare           | Poäng |
| --- | ---- | ---------------- | ----- |
| ▬   | 1    | Sebastian Vettel | 309   |
| ▲ 1 | 2    | Jenson Button    | 185   |
| ▼ 1 | 3    | Fernando Alonso  | 184   |
| ▬   | 4    | Mark Webber      | 182   |
| ▬   | 5    | Lewis Hamilton   | 168   |

|   | Pos. | Konstruktör      | Poäng |
| - | ---- | ---------------- | ----- |
| ▬ | 1    | Red Bull-Renault | 491   |
| ▬ | 2    | McLaren-Mercedes | 353   |
| ▬ | 3    | Ferrari          | 268   |
| ▬ | 4    | Mercedes         | 114   |
| ▬ | 5    | Renault          | 70    |

- Notering: Endast de fem bästa placeringarna i vardera mästerskap finns med på listorna.